# Jon Åström Gröndahl
Jon Åström Gröndahl, född den 26 juli 1975, är en svensk ämbetsman och sedan 2020 ambassadör i Bangkok.

## Biografi
Gröndahl tillträdde den 1 september 2020 som ambassadör i Thailand. Där innan hade han varit chef för Utrikesdepartementets konsulära och civilrättsliga enhet. Han har tidigare tjänstgjort vid enheten för Mellanöstern- och Nordafrika och på Utrikesdepartementets ministerkansli. Jon Åström Gröndahl har även tjänstgjort i Afghanistan och inom Försvarsmakten.